# Интеграл Джексона
Интеграл Джексона в теории специальных функций отражает операцию, обратную q-дифференцированию.
Интеграл Джексона ввёл Франк Хилтон Джексон.

## Определение
Пусть {\displaystyle f(x)} — функция от вещественной переменной {\displaystyle x}. Интеграл Джексона для {\displaystyle f} определяется как следующий ряд:
{\displaystyle \int f(x)\,{\rm {d}}_{q}x=(1-q)\,x\sum _{k=0}^{\infty }q^{k}f(q^{k}x).}
В случае, если {\displaystyle g(x)} является другой функцией и {\displaystyle D_{q}g} означает её {\displaystyle q}-производную, формально её можно записать:
{\displaystyle \int f(x)\,D_{q}g\,{\rm {d}}_{q}x=(1-q)\,x\sum _{k=0}^{\infty }q^{k}f(q^{k}x)\,D_{q}g(q^{k}x)=(1-q)\,x\sum _{k=0}^{\infty }q^{k}f(q^{k}x){\tfrac {g(q^{k}x)-g(q^{k+1}x)}{(1-q)q^{k}x}},} или:
{\displaystyle \int f(x)\,{\rm {d}}_{q}g(x)=\sum _{k=0}^{\infty }f(q^{k}x)\cdot (g(q^{k}x)-g(q^{k+1}x)),}
В результате получается {\displaystyle q}-аналог интеграла Римана — Стилтьеса.

## Интеграл Джексона как q-первообразная
Как обычная первообразная непрерывного отображения может быть представлена римановым интегралом, так и интеграл Джексона даёт единственную q-первообразную для некоторого класса функций (см. статьи Кемпфа и Маджида).

### Теорема
Если предположить, что {\displaystyle 0<q<1} и если значение {\displaystyle |f(x)x^{\alpha }|} ограничено на интервале {\displaystyle [0,A)} для некоторого {\displaystyle 0\leqslant \alpha <1,} то интеграл Джексона сходится к функции {\displaystyle F(x)} на {\displaystyle [0,A)}, которая является q-первообразной функции {\displaystyle f(x)}. Более того, {\displaystyle F(x)} непрерывна на {\displaystyle x=0} с {\displaystyle F(0)=0} и является первообразной функции {\displaystyle f(x)} в этом классе функций.